# Eumastacoidea
Eumastacoidea es una superfamilia de insectos ortóptero celíferos. Se distribuyen por Centroamérica, sur y Sudeste de Asia.

## Familias
Según Orthoptera Species File (30 mars 2010:
- Chorotypidae Stål, 1873
- Episactidae Burr, 1899
- Eumastacidae Burr, 1899
- Euschmidtiidae Rehn, 1948
- Mastacideidae Rehn, 1948
- Morabidae Rehn, 1948
- Proscopiidae Serville, 1838
- Thericleidae Burr, 1899
- †Promastacidae Kevan & Wighton, 1981